# Ligne Keisei Matsudo
La ligne Keisei Matsudo (京成松戸線, Keisei Matsudo-sen) est une ligne ferroviaire de la compagnie Keisei dans la préfecture de Chiba au Japon. Elle relie la gare de Matsudo à Matsudo à celle de Keisei Tsudanuma à Narashino.

## Histoire
La ligne Keisei Matsudo est une ancienne ligne militaire qui a été reconstruite et électrifiée. La première section de la ligne entre Shin-Tsudanuma à Narashino et Yakuendai à Funabashi fut inaugurée le 27 décembre 1947 et la ligne entière fut terminée le 21 avril 1955.
Jusqu'au 31 mars 2025, la ligne a été exploitée par la compagnie Shin-Keisei sous le nom ligne Shin-Keisei. Depuis le 1er avril 2025, la ligne est exploitée par la Keisei sous le nom de ligne Keisei Matsudo.

## Caractéristiques

### Ligne
- Longueur : 26,5 km
- Ecartement : 1 067 mm
- Alimentation : 1 500 Vcc par caténaire
- Nombre de voies : Double voie

### Services et interconnexions
Tous les trains de la ligne sont omnibus. À Keisei Tsudanuma, la ligne est interconnectée avec la ligne Keisei Chiba pour des services vers Chiba-Chūō.

### Liste des gares
La ligne comporte 24 gares.
| Numéro | Gare              | Nom japonais | Distance (km) | Correspondances                                                      | Localisation |
| ------ | ----------------- | ------------ | ------------- | -------------------------------------------------------------------- | ------------ |
| KS88   | Matsudo           | 松戸         | 0             | JR East : Jōban                                                      | Matsudo      |
| KS87   | Kamihongō         | 上本郷       | 1,7           |                                                                      | Matsudo      |
| KS86   | Matsudo-Shinden   | 松戸新田     | 2,4           |                                                                      | Matsudo      |
| KS85   | Minoridai         | みのり台     | 3,0           |                                                                      | Matsudo      |
| KS84   | Yabashira         | 八柱         | 3,8           | JR East : Musashino (à Shin-Yahashira)                               | Matsudo      |
| KS83   | Tokiwadaira       | 常盤平       | 5,6           |                                                                      | Matsudo      |
| KS82   | Gokō              | 五香         | 7,4           |                                                                      | Matsudo      |
| KS81   | Motoyama          | 元山         | 8,7           |                                                                      | Matsudo      |
| KS80   | Kunugiyama        | くぬぎ山     | 9,6           |                                                                      | Kamagaya     |
| KS79   | Kita-Hatsutomi    | 北初富       | 11,3          |                                                                      | Kamagaya     |
| KS78   | Shin-Kamagaya     | 新鎌ヶ谷     | 12,1          | Keisei : Narita Sky Access Hokuso-Railway : Hokusō Tōbu : Urban Park | Kamagaya     |
| KS77   | Hatsutomi         | 初富         | 13,3          |                                                                      | Kamagaya     |
| KS76   | Kamagaya-Daibutsu | 鎌ヶ谷大仏   | 15,4          |                                                                      | Kamagaya     |
| KS75   | Futawa-Mukōdai    | 二和向台     | 16,3          |                                                                      | Funabashi    |
| KS74   | Misaki (ja)       | 三咲         | 17,1          |                                                                      | Funabashi    |
| KS73   | Takifudō          | 滝不動       | 18,5          |                                                                      | Funabashi    |
| KS72   | Takane-Kōdan      | 高根公団     | 19,5          |                                                                      | Funabashi    |
| KS71   | Takane-Kido       | 高根木戸     | 20,1          |                                                                      | Funabashi    |
| KS70   | Kita-Narashino    | 北習志野     | 21,0          | Toyo Rapid Railway : Tōyō Rapid                                      | Funabashi    |
| KS69   | Narashino         | 習志野       | 21,7          |                                                                      | Funabashi    |
| KS68   | Yakuendai         | 薬園台       | 22,5          |                                                                      | Funabashi    |
| KS67   | Maebara           | 前原         | 23,9          |                                                                      | Funabashi    |
| KS66   | Shin-Tsudanuma    | 新津田沼     | 25,3          | JR East : Sōbu (à Tsudanuma)                                         | Narashino    |
| KS26   | Keisei Tsudanuma  | 京成津田沼   | 26,5          | Keisei : Keisei, Chiba (interconnexion)                              | Narashino    |

## Matériel roulant

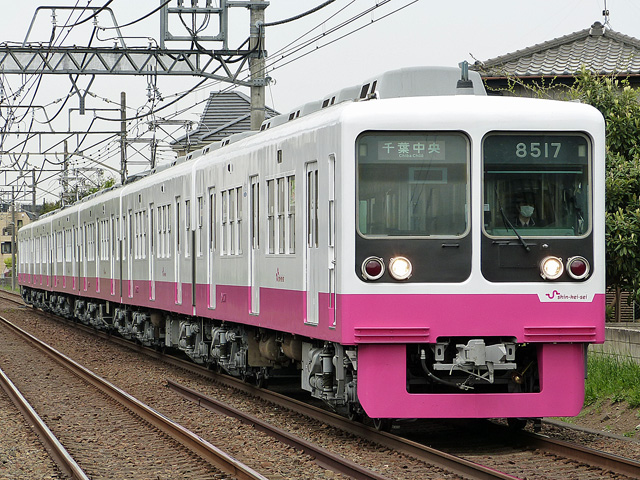
Shin-Keisei série 8000
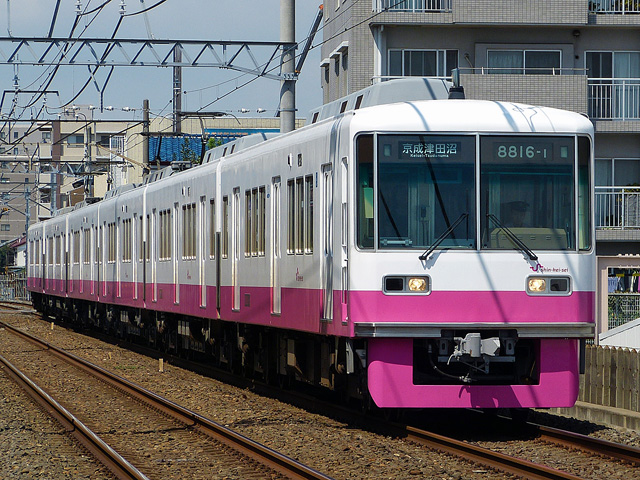
Shin-Keisei série 8800
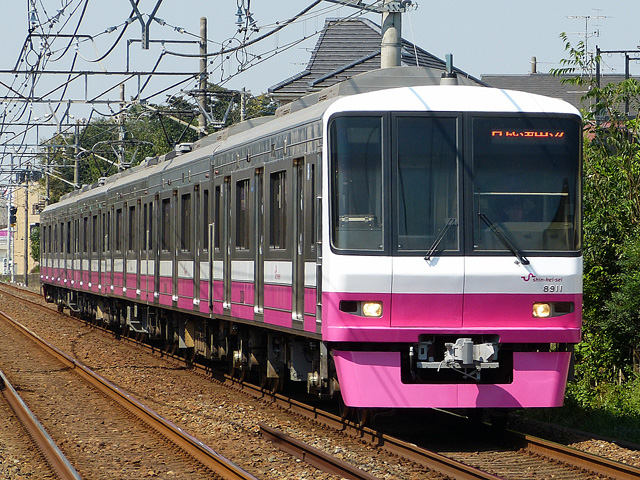
Shin-Keisei série 8900
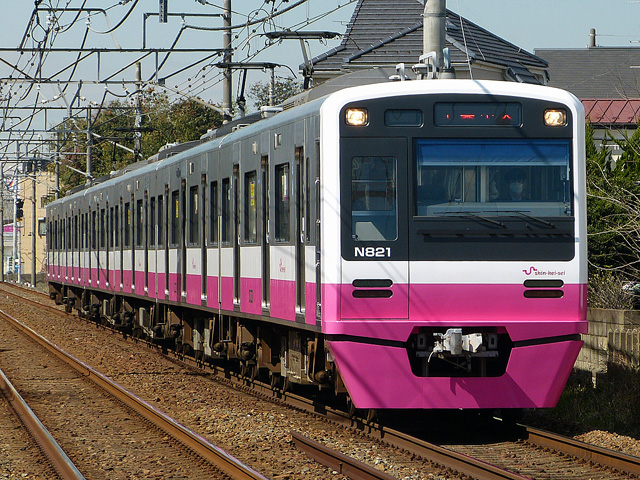
Shin-Keisei série N800
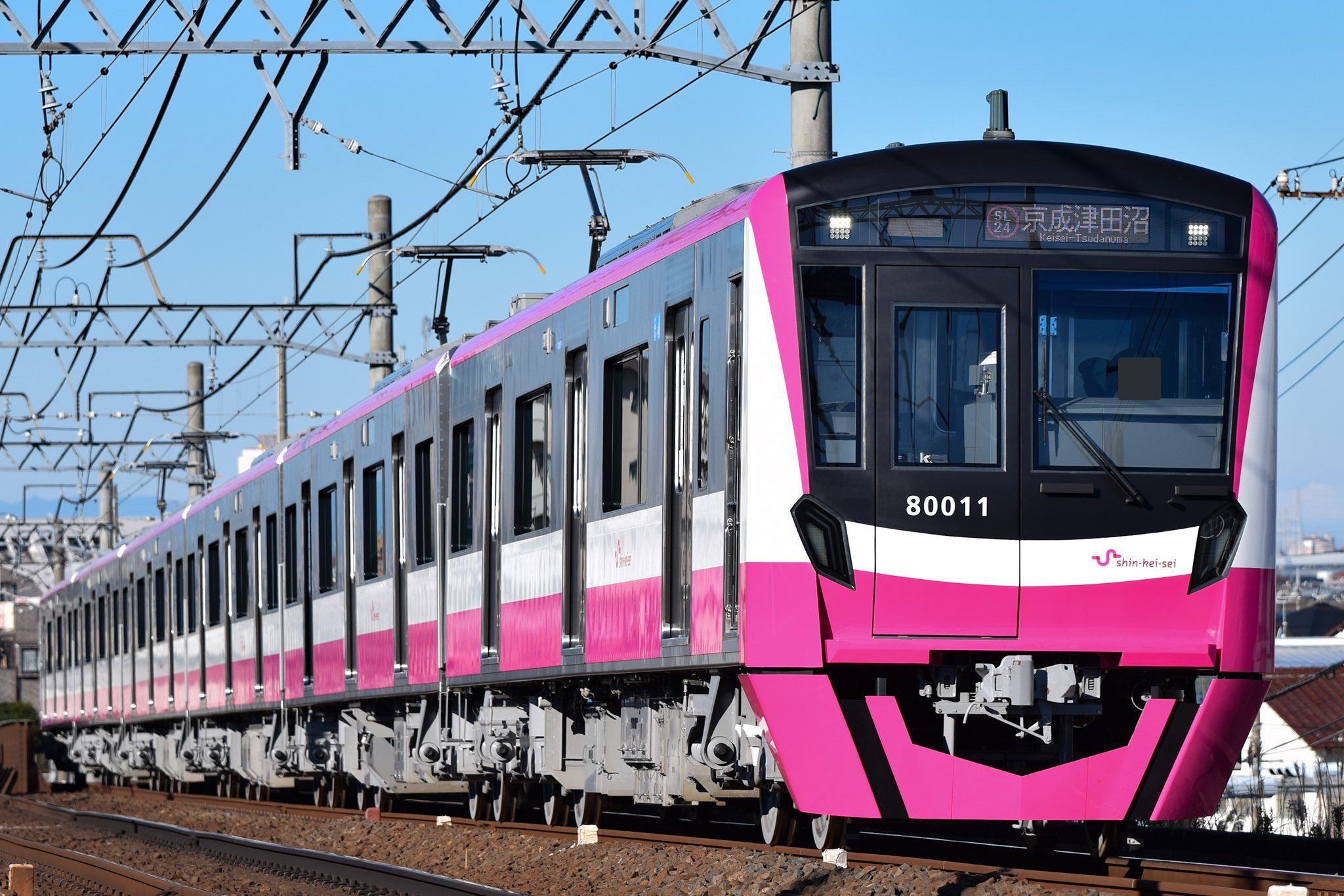
Shin-Keisei série 80000